# Damernas K-2 500 meter i kanotsport vid olympiska sommarspelen 2012
Damernas K-2 500 meter vid olympiska sommarspelen 2012 hölls mellan 7 augusti och 9 augusti på Eton Dorney i London. Deltagarna delades där de tre främsta gick direkt till final. De övriga åtta lagen gick till semifinal där de fem främsta också gick till final.

## Medaljörer
| Gren           | Guld                                 | Silver                                   | Brons                                 |
| K-2, 500 meter | Tyskland Franziska Weber Tina Dietze | Ungern Katalin Kovács Nataša Dušev-Janić | Polen Beata Mikołajczyk Karolina Naja |

## Schema
Försöksheat

7 augusti, 10:28

Semifinal

7 augusti, 11:30

Final

9 augusti, 10:35

## Resultat

### Heat

#### Heat 1
| Placering | Kanotister                       | Land           | Tid      | Noteringar |
| --------- | -------------------------------- | -------------- | -------- | ---------- |
| 1         | Josefin Nordlöw Karin Johansson  | Sverige        | 1:44.437 | Q          |
| 2         | Natalia Lobova Vera Sobetova     | Ryssland       | 1:45.710 | Q          |
| 3         | Iuliana Paleu Irina Lauric       | Rumänien       | 1:46.001 | Q          |
| 4         | Naomi Flood Lyndsie Fogarty      | Australien     | 1:46.554 | Q          |
| 5         | Abigail Edmonds Louisa Sawers    | Storbritannien | 1:46.564 | Q          |
| 6         | Yulitza Meneses Dayexi Gandarela | Kuba           | 1:46.587 | q          |

#### Heat 2
| Placering | Kanotister                         | Land      | Tid      | Noteringar |
| --------- | ---------------------------------- | --------- | -------- | ---------- |
| 1         | Wu Yanan Zhou Yu                   | Kina      | 1:43.448 | Q          |
| 2         | Franziska Weber Tina Dietze        | Tyskland  | 1:44.195 | Q          |
| 3         | Nikolina Moldovan Olivera Moldovan | Serbien   | 1:44.335 | Q          |
| 4         | Volha Chudzenka Maryna Pautaran    | Belarus   | 1:44.568 | Q          |
| 5         | Ivana Kmeťová Martina Kohlová      | Slovakien | 1:45.073 | Q          |
| 6         | Shinobu Kitamoto Asumi Ohmura      | Japan     | 1:47.323 |            |

#### Heat 3
| Placering | Kanotister                        | Land        | Tid      | Noteringar |
| --------- | --------------------------------- | ----------- | -------- | ---------- |
| 1         | Katalin Kovács Nataša Dušev-Janić | Ungern      | 1:43.984 | Q          |
| 2         | Joana Vasconcelos Beatriz Gomes   | Portugal    | 1:44.660 | Q          |
| 3         | Lisa Carrington Erin Taylor       | Nya Zeeland | 1:44.870 | Q          |
| 4         | Yvonne Schuring Viktoria Schwarz  | Österrike   | 1:46.374 | Q          |
| 5         | Karolina Naja Beata Mikołajczyk   | Polen       | 1:48.271 | Q          |

### Semifinaler

#### Semifinal 1
| Placering | Kanotister                        | Land           | Tid      | Noteringar |
| --------- | --------------------------------- | -------------- | -------- | ---------- |
| 1         | Franziska Weber Tina Dietze       | Tyskland       | 1:41.543 | Q          |
| 2         | Katalin Kovács Nataša Dušev-Janić | Ungern         | 1:41.613 | Q          |
| 3         | Karolina Naja Beata Mikołajczyk   | Polen          | 1:41.873 | Q          |
| 4         | Lisa Carrington Erin Taylor       | Nya Zeeland    | 1:42.764 | Q          |
| 5         | Volha Chudzenka Maryna Pautaran   | Belarus        | 1:43.152 |            |
| 6         | Josefin Nordlöw Karin Johansson   | Sverige        | 1:44.025 |            |
| 7         | Abigail Edmonds Louisa Sawers     | Storbritannien | 1:46.025 |            |
| 8         | Iuliana Paleu Irina Lauric        | Rumänien       | 1:49.216 |            |

#### Semifinal 2
| Placering | Kanotister                         | Land       | Tid      | Noteringar |
| --------- | ---------------------------------- | ---------- | -------- | ---------- |
| 1         | Wu Yanan Zhou Yu                   | Kina       | 1:41.863 | Q          |
| 2         | Yvonne Schuring Viktoria Schwarz   | Österrike  | 1:42.317 | Q          |
| 3         | Joana Vasconcelos Beatriz Gomes    | Portugal   | 1:43.305 | Q          |
| 4         | Nikolina Moldovan Olivera Moldovan | Serbien    | 1:43.586 | Q          |
| 5         | Ivana Kmeťová Martina Kohlová      | Slovakien  | 1:43.653 |            |
| 6         | Natalia Lobova Vera Sobetova       | Ryssland   | 1:44.660 |            |
| 7         | Naomi Flood Lyndsie Fogarty        | Australien | 1:45.372 |            |
| 8         | Yulitza Meneses Dayexi Gandarela   | Kuba       | 1:51.428 |            |

### Finaler

#### Final B
| Placering | Kanotister                       | Land           | Tid      | Noteringar |
| --------- | -------------------------------- | -------------- | -------- | ---------- |
| 1         | Volha Chudzenka Maryna Pautaran  | Belarus        | 1:44.407 |            |
| 2         | Josefin Nordlöw Karin Johansson  | Sverige        | 1:45.367 |            |
| 3         | Abigail Edmonds Louisa Sawers    | Storbritannien | 1:46.341 |            |
| 4         | Naomi Flood Lyndsie Fogarty      | Australien     | 1:47.650 |            |
| 5         | Ivana Kmeťová Martina Kohlová    | Slovakien      | 1:47.683 |            |
| 6         | Yulitza Meneses Dayexi Gandarela | Kuba           | 1:50.124 |            |
| 7         | Natalia Lobova Vera Sobetova     | Ryssland       | 1:52.277 |            |
| 8         | Iuliana Paleu Irina Lauric       | Rumänien       | 1:52.468 |            |

#### Final A
| Placering | Kanotister                         | Land        | Tid      | Noteringar |
| --------- | ---------------------------------- | ----------- | -------- | ---------- |
| 1         | Franziska Weber Tina Dietze        | Tyskland    | 1:42.213 |            |
| 2         | Katalin Kovács Nataša Dušev-Janić  | Ungern      | 1:43.278 |            |
| 3         | Karolina Naja Beata Mikołajczyk    | Polen       | 1:44.000 |            |
| 4         | Wu Yanan Zhou Yu                   | Kina        | 1:44.136 |            |
| 5         | Yvonne Schuring Viktoria Schwarz   | Österrike   | 1:44.785 |            |
| 6         | Joana Vasconcelos Beatriz Gomes    | Portugal    | 1:44.924 |            |
| 7         | Lisa Carrington Erin Taylor        | Nya Zeeland | 1:46.290 |            |
| 8         | Nikolina Moldovan Olivera Moldovan | Serbien     | 1:48.941 |            |